# Gharīb Dūst
Gharīb Dūst (persiska: غریب دوست, Qarīb Dūst) är en ort i Iran.   Den ligger i provinsen Östazarbaijan, i den nordvästra delen av landet, 400 km nordväst om huvudstaden Teheran. Gharīb Dūst ligger 1 653 meter över havet och antalet invånare är 381.
Terrängen runt Gharīb Dūst är platt åt nordost, men åt sydväst är den kuperad. Runt Gharīb Dūst är det ganska glesbefolkat, med 40 invånare per kvadratkilometer. Närmaste större samhälle är Torkmanchay, 7,0 km sydost om Gharīb Dūst. Trakten runt Gharīb Dūst består i huvudsak av gräsmarker.